# 邱再興
邱再興（1940年5月27日—），台灣企業家、藝術收藏家，鳳甲美術館創辦人，現擔任邱再興文教基金會董事長，也曾為國家文化藝術基金會國藝之友會長及國家文化藝術基金會董事。
邱再興於1969年創立台灣首家微電子公司環宇電子，產業跨足半導體、太陽能至LED等領域。於九零年代逐漸退出科技業後，他轉向推動文化發展，並與馬水龍共同創辦了邱再興文教基金會及春秋樂集。

## 生平
小學結識台灣音樂家馬水龍。1964年就讀交通大學電子研究所碩士結識施振榮。
歸台後因有感於台灣社會為追求經濟發展而漠視文化與藝術重要性的價值觀，決定自科技業引退，轉而開始積極收藏藝術品，收藏品項目包含刺繡。

## 邱再興文教基金會
邱再興1991年創辦財團法人邱再興文教基金會，馬水龍主導營運春秋樂集。1999年成立鳳甲美術館(具有刺繡館藏)，提供創作者們發表作品的空間，並且與北投的機構合作，推動各類型計畫。1998年，邱再興文教基金會獲得第一屆文化部文馨獎「特別獎」，2006年鳳甲美術館獲得文建會第八屆文馨獎「特別獎」、2013文化部第十一屆文馨獎《藝文人才培育獎》、2017文化部第十三屆文馨獎《最佳創意獎》以及2019文化部第十四屆文馨獎《長期贊助獎》。

## 學位
交通大學及台南藝術大學名譽博士。

## 著作
2015年發表自傳《捨得：電子業先驅邱再興的事業與志業》(ISBN：9789861335278)一書。